# Свартхольм, Готтфрид
Готтфрид Свартхольм (швед. Gottfrid Svartholm Warg, р. 17 октября 1984) — шведский компьютерный специалист, преимущественно известный как один из основателей торрент-трекера The Pirate Bay. Известен различными связями с Пиратской партией Швеции. Сетевой ник — anakata.
Проведя три года в разных тюрьмах Швеции и Дании, он был освобожден 29 сентября 2015 года и готов вернуться к работе в сфере ИТ.

## Биография
В 2003—2004 годах стал одним из основателей крупнейшего торрент-трекера The Pirate Bay. В 2009 году на судебном процессе по делу Pirate Bay был приговорен к году тюрьмы и крупному штрафу.
Помогал Wikileaks, участвовал в выпуске видео багдадского авиаудара.
В августе 2012 года был арестован в Камбодже и депортирован в Швецию. По возвращении в Швецию ему было предъявлено обвинение участии в хакерской атаке, совершенной в 2010 году. По версии обвинения Готтфрид участвовал во взломе IT-компании Logica, оказывавшей услуги шведской налоговой службе, и похищении большого количества личных идентификационных номеров. 20 июня 2013 года он был признан виновным и приговорён к двум годам тюрьмы.
В ноябре 2013 года было объявлено, что 27 ноября 2013 находящийся в заключении Свартхольм будет экстрадирован в Данию в связи с обвинением во взломе датских полицейских реестров.
Свартхольм был назван одним из ответчиков по восьми искам о распространении фильмов и сериалов на сайтах Rutor.org и Kinozal.tv, рассматривающихся в Мосгорсуде. В решении суда говорится, что PRQ и второй ответчик (в тексте решения он обозначен лишь как «Готтфрид С.») являются владельцами домена Rutor.org. Это следует из представленных истцом данных общедоступного сетевого протокола Whois. По состоянию на ноябрь 2013 в Whois действительно было указано, что Rutor.org зарегистрирован на Готтфрида Свартхольма и PRQ. Владельцы Kinozal.tv в открытых данных не указаны. Представители ответчика на заседание не явились, доказательств отсутствия своей вины не представили, следует из решения Мосгорсуда, обязавшего прекратить распространение сериала, уплатить госпошлину и опубликовать вердикт на своем сайте.
В последних числах октября 2014 года датский суд вынес вердикт по делу о взломе различных государственных данных Дании, в частности, получении доступа к информации о сотрудниках налоговых служб и датской полиции. Готтфрид приговорён к 3,5 годам тюремного заключения, его друг Петер (обвиняемый в пособничестве преступлению) не получил заключения, так как ранее уже провёл 17 месяцев в предварительном заключении. С решением суда Готтфрид не согласился и намерен его обжаловать.
Имеется информация, что Готтфрид имел или имеет пристрастие к наркотическим веществам. Об этом говорили люди из его окружения.